# Astragalus echanensis
Astragalus echanensis es una especie de planta herbácea perteneciente a la familia de las leguminosas. Es originaria del Asia.
Es una planta herbácea perennifolia originaria de Afganistán.

## Taxonomía
Astragalus echanensis fue descrita por Dieter Podlech y publicado en Mitteilungen der Botanischen Staatssammlung München 6: 565. 1967.
Etimología
Astragalus: nombre genérico derivado del griego clásico άστράγαλος y luego del Latín astrăgălus aplicado ya en la antigüedad, entre otras cosas, a algunas plantas de la familia Fabaceae, debido a la forma cúbica de sus semillas parecidas a un hueso del pie.
echanensis: epíteto